# Gangarampur
Gangarampur là một thành phố và khu đô thị của quận Dakshin Dinajpur thuộc bang Tây Bengal, Ấn Độ.

## Địa lý
Gangarampur có vị trí 25°24′B 88°31′Đ / 25,4°B 88,52°Đ Nó có độ cao trung bình là 25 mét (82 feet).

## Nhân khẩu
Theo điều tra dân số năm 2001 của Ấn Độ, Gangarampur có dân số 53.548 người. Phái nam chiếm 52% tổng số dân và phái nữ chiếm 48%. Gangarampur có tỷ lệ 67% biết đọc biết viết, cao hơn tỷ lệ trung bình toàn quốc là 59,5%: tỷ lệ cho phái nam là 73%, và tỷ lệ cho phái nữ là 61%. Tại Gangarampur, 13% dân số nhỏ hơn 6 tuổi.